# Dolichodasys
Dolichodasys is een geslacht van buikharigen uit de familie van de Cephalodasyidae. De wetenschappelijke naam van het geslacht soort werd voor het eerst geldig gepubliceerd in 1977 door Gagne.

## Soorten
- Dolichodasys carolinensis Ruppert & Shaw, 1977
- Dolichodasys delicatus Ruppert & Shaw, 1977
- Dolichodasys elongatus Gagne, 1977